# هووورانی
هووورانی (به چکی: Hovorany) یک منطقهٔ مسکونی در جمهوری چک است که در ناحیه هودونین واقع شده‌است. هووورانی ۲۱٫۰۰ کیلومتر مربع مساحت و ۲٬۱۹۸ نفر جمعیت دارد و ۱۹۳ متر بالاتر از سطح دریا واقع شده‌است.